# 47Vgy busz (Budapest)
A budapesti 47V (gyors 47V) jelzésű autóbusz a Fővám tér és Budafok, Városház tér között közlekedett. A vonalat a Budapesti Közlekedési Rt. üzemeltette. A vonalon Ikarus 280-as buszok közlekedtek.

## Története
2003. március 31-étől augusztus 19-éig a 4-es metró Bocskai úti aluljárójának építése miatt, a 47-es villamos tehermentesítése, illetve Budafok és a Belváros átszállásmentes kapcsolatának érdekében közlekedett a Fővám tér és Budafok, Városház tér között.

## Útvonala
| Városház tér felé | Fővám tér felé |
| --- | --- |
| Fővám tér vá. – Szabadság híd – Szent Gellért tér – Budafoki út – Hengermalom út – Fehérvári út – Felüljáró – Leányka utca – Kossuth Lajos utca – Budafok, Városház tér vá. | Budafok, Városház tér vá. – Mária Terézia utca – Leányka utca – Felüljáró – Fehérvári út – Hengermalom út – Budafoki út – Szent Gellért tér – Szent Gellért rakpart – Erzsébet híd – Szabad sajtó út – Ferenciek tere – Kossuth Lajos utca – Astoria – Múzeum körút – Kálvin tér – Vámház körút – Fővám tér vá. |

## Megállóhelyei
| 0  | Fővám tér végállomás                  | 32 | 7C, 15, City 2, 2A, 47, 49 83                    |
| ∫  | Kálvin tér                            | 31 | 7C, 9, 15, City 47, 49 83                        |
| ∫  | Astoria                               | 29 | 7, 7A, 7C, 9, 78 47, 49 74                       |
| ∫  | Ferenciek tere                        | 26 | 5, 7, 7A, 7, 7C, 8, 15, 78, 112, 173, City 2, 2A |
| 5  | Szent Gellért tér                     | 22 | 7, 7A, 7C, 86, Tétény 18, 19, 47, 49             |
| 7  | Szerémi sor                           | ∫  | 3, 3, Tétény 6                                   |
| ∫  | Október huszonharmadika utca          | 19 | 12, 86, Tétény 4                                 |
| 17 | Hengermalom út                        | 11 | 14, 103, 114 47                                  |
| 18 | Kalotaszeg utca                       | 10 | 47                                               |
| 19 | Andor utca (↓) Galvani utca (↑)       | 9  | 14, 114 47                                       |
| 20 | Albertfalva, kitérő                   | 8  | 47                                               |
| 21 | Albertfalva utca (↓) Építész utca (↑) | 7  | 14, 114 47                                       |
| 22 | Fonyód utca (↓) Vegyész utca (↑)      | 6  | 14, 114 47                                       |
| 23 | Forgalmi utca                         | 5  | 7A, 7C, 41V, 47V 47 Budafok-Albertfalva          |
| 25 | Leányka utca                          | 2  | 3, 14, 47V, 114                                  |
| 27 | Savoyai Jenő tér                      | 1  | 3, 14, 47V, 58, 114, 150                         |
| 29 | Budafok, Városház tér végállomás      | 0  | 3, 3, 14, 47V, 58, 114, 150 Budafok-Belváros     |